# Gjonpepaj
Gjonpepaj – wieś położona w północnej części Albanii w gminie Lekbibaj. Wieś znajduje się 107 kilometrów od stolicy państwa, Tirany.

## Demografia
Według spisu ludności z 1989 roku we wsi Gjonpepaj mieszkało 805 mieszkańców.